# Kanadische Badmintonmeisterschaft 1922
Die Kanadische Badmintonmeisterschaft 1922 fand in Montreal statt. Es war die erste Auflage der nationalen kanadischen Titelkämpfe im Badminton.

## Titelträger
| Disziplin    | Sieger                           |
| ------------ | -------------------------------- |
| Herreneinzel | Arthur Evans Snell               |
| Dameneinzel  | C. A. Boone                      |
| Herrendoppel | P. C. G. Campbell H. L. Lafferty |
| Damendoppel  | C. A. Boone R. George            |
| Mixed        | P. C. G. Campbell                |